# Зірікли (Гафурійський район)
Зірікли́ (рос. Зириклы, башк. Ерекле) — присілок у складі Гафурійського району Башкортостану, Росія. Входить до складу Толпаровської сільської ради.
Населення — 29 осіб (2010; 34 в 2002).
Національний склад:
- башкири — 59%
- росіяни — 41%